# Patrick Ngoula
Patrick Ngoula est un footballeur international camerounais, né le 1er janvier 1993 à Douala. Il joue au poste de défenseur pour le MC Alger.

## Biographie
Patrick Ngoula reçoit une sélection en équipe du Cameroun lors de l'année 2013.